# Prozor vára (Lika)
Prozor vára (horvátul: Utvrda Prozor), vár Horvátországban, Likában, az Otocsán melletti Prozor falu területén.

## Fekvése
A Prozor falu közepén emelkedő 525 méteres magasságú hegy tetején találhatók csekély maradványai.

## Története
A középkori Gacka területe 1290-ben lett a vegliai grófok, a későbbi Frangepánok birtoka, akik több várat építettek és erősítettek meg itt. Köztük volt Prozor vára is, melyet 1449-ben a birtokmegosztáskor említenek először, amikor Frangepán Zsigmond birtoka lett. 1469-ben Mátyás király Zengget és a hozzá tartozó várakat köztük Prozort is elvette a Frangepánoktól és megalapította a zenggi kapitányságot. A Gacko polje nagyobb várai Prozor, Otocsán mindvégig ellenálltak a török támadásoknak, az oszmán hódítók soha nem tudták elfoglalni őket. 1575 és 1600 között amikor Berlogot a török lerombolta már csak Prozor és Otocsán várai maradtak horvát kézen az egész gackai területen.
1619-ben a várat újra megerősítették és a végvárrendszer egyik legfontosabb láncszeme lett. 1623 szeptemberében egy hatezer fős török sereg vonult Otocsán alá, de a várat nem támadta meg. Ezután szeptember 24-én Prozor elfoglalását kísérelte meg de Frangepán Farkas és Gusić Zsigmond serege Zengg irányából felmentette. A török azonban nem nyugodott bele a kudarcba. Az október 3-ról 4-re virradó éjszaka újabb kísérletet tett a vár meglepetésszerű elfoglalására. Frangepán Farkas és Gusić Zsigmond azonban tudomást szerzett az akcióról. Amikor a török a vár alá érkezett Gusić a vár kapuján át váratlanul rárontott, Frangepán pedig lesből hátulról támadott teljesen szétszórva a török sereget. A török veszély elmúltával a vár elveszítette jelentőségét, egy idő után végleg elhagyták, mára már rom.

## A vár mai állapota
Prozor várának romjai a Gacka folyótól keletre a falu közepén emelkedő Prozorina nevű magaslaton találhatók. Valószínűleg a Frangepánok építették a 13. vagy a 14. században. A 17. században megerősítették és a végvári vonal egyik fontos vára lett. Később jelentőségét elvesztve sorsára hagyták, azóta rom. A alaprajza fennmaradt Martin Stier német hadmérnök „Vermehrte und verbesserte Landkarten des Königreichs Ungarn” című 1684-ben Nürnbergben kiadott művében. Ebből kitűnik, hogy a vár négyszögletes alaprajzú volt, egyik sarkán egy hengeres, átellenes sarkán pedig egy négyzetes toronnyal. A vár kapuját egy kisebb torony védte. Stier nagy stratégiai értéket tulajdonított a várnak, amely szerinte bármilyen tüzérségnek ellen tudott állni kivéve egy nagyobb, összevont haderő támadását. Egyúttal javaslatot tett a tetőzet és a küzdőfolyosók átépítésére, valamint a tornyok megerősítésére. A várból mára csekély romok maradtak, melyek helyenként még emeletnyi magasságban állnak, azonban a vár egykori formája már nem kivehető.